# L'Homme en plus
L'Homme en plus (L'uomo in più) est un film italien réalisé par Paolo Sorrentino, sorti en 2001.

## Synopsis
L'histoire se déroule en 1980 à Naples. Les deux homonymes « Antonio Pisapia » sont au faîte de leur carrière. L'un, timide et renfermé, est un footballeur obligé d'interrompre sa brillante carrière après un accident lors d'un entrainement. L'autre, dit « Tony » est un chanteur à succès, égoïste et drogué, accusé de viol après avoir séduit une mineure obligé, est rejeté du monde du spectacle. Tous deux, et en parallèle, essayeront de se réintégrer dans leurs mondes respectifs.
Le sentiment d'abandon, de solitude et d'impuissance dû à la mise en marge d'une société qui n'en veut plus est illustré avec art et sans apitoiement.

## Distribution
- Toni Servillo : Tony Pisapia
- Andrea Renzi : Antonio Pisapia
- Antonino Bruschetta : Genny
- Angela Goodwin : Franca
- Nello Mascia : il Molosso
- Roberto De Francesco

## Inspiration
Le personnage du footballeur Antonio Pisapia est directement inspiré du tragique destin d'Agostino Di Bartolomei, capitaine emblématique de la Roma des années 1980. Di Bartolomei se suicida le 30 mai 1994, exactement dix ans après avoir perdu la finale de la Ligue des champions à domicile, au Stadio Olimpico de Rome. Il semblait que le joueur souffrait particulièrement de l'absence d'opportunités que lui offrait le monde du football après sa retraite sportive.